# El dominio
El dominio es el tercer álbum de estudio del cantante Mexicano MC Davo. Se lanzó el día 19 de agosto de 2014 por el sello discográfico Warner Music México.

## Lista de canciones
| N.º | Título                        | Duración |  |
| 1.  | «Subiendo escalones»          | 2:23     |  |
| 2.  | «Me iré»                      | 3:19     |  |
| 3.  | «Química» (con i-Majesty)     | 3:46     |  |
| 4.  | «Hoy me puedes tener»         | 3:17     |  |
| 5.  | «Por el mundo»                | 3:13     |  |
| 6.  | «Andamos de parranda»         | 4:08     |  |
| 7.  | «Juegos de pasión»            | 3:06     |  |
| 8.  | «El mañana» (con Meny Mendez) | 4:07     |  |
| 9.  | «Ya no hay nada»              | 3:48     |  |
| 10. | «No hablemos de lana»         | 3:49     |  |
| 11. | «Welcome mi mundo»            | 2:49     |  |
| 12. | «Mi jefa»                     | 4:08     |  |
| 13. | «No me importa»               | 3:54     |  |
| 14. | «Envidia» (con Julio Voltio)  | 3:16     |  |
| 15. | «Debes de saber»              | 3:01     |  |

| El dominio (Deluxe) |                                               |          |  |
| N.º                 | Título                                        | Duración |  |
| 16.                 | «La propuesta» (con Smoky)                    | 3:29     |  |
| 17.                 | «Andamos de parranda (Video Oficial)»         | 4:06     |  |
| 18.                 | «Ya no hay nada (Video Oficial)»              | 3:47     |  |
| 19.                 | «El mañana (Video Oficial)» (con Meny Méndez) | 4:04     |  |
| 20.                 | «Química (Video Oficial)» (con I-Majesty)     | 3:47     |  |